# Sten Olsson (handbollsspelare)
Sten Olsson, född 8 februari 1944 i Kristianstad, död 7 mars 2008, var en svensk handbollsmålvakt, till största delen i IFK Kristianstad. Han spelade också fotboll i samma klubb.

## Klubbkarriär
Sten Olsson började idrotta i småklubben KBI, Kristianstads Boll- och idrottsförening. Han spelade både fotboll och handboll. I fotboll spelade han halvback i försvaret och i handboll blev han målvakt. I båda sporterna kom han att representera IFK Kristianstad. Sten Olssons bror Tore Olsson var också handbollsspelare. Tore Olsson spelade IFK Kristianstad till 1962 då han gick till HK Drott, där han var en framgångsrik spelare ett tiotal år. När Sten Olsson representerade IFK Kristianstad gjordes en utlåning av Sten Olsson till HK Drott. Men när han blev landslagsspelare ville IFK Kristianstad ha tillbaka honom. Det blev då så att IFK Kristianstads Mats Thomasson ersatte Sten Olsson i HK Drott och Sten Olsson började spela för IFK Kristianstad i division 2 södra. Trots spelet i andra divisionen fick Sten Olsson förtroendet i landslaget. 1970 lyckades IFK Kristianstad ta sig tillbaka till allsvenskan. Sten Olsson fick efter några års frånvaro i landslaget åter förtroende där. I klubben var han ofta en av de viktigaste spelarna, inte bara för sina räddningar utan för sin precisa utkast som bäddade för många kontringsmål. I klubben var största framgången SM-finalen 1975 mot HK Drott. Sten Olsson spelade kvar i IFK Kristianstad till slutet av 1970-talet.

## Landslagskarriär
Sten Olsson spelade under åren 1965 till 1973 35 handbollslandskamper för Sverige. Sten Olsson spelade för Sverige i VM 1967 i Sverige. Han spelade där i alla 6 matcherna. Han deltog också för Sveriges herrlandslag i handboll vid OS 1972 i München, där Sverige slutade på sjundeplats. Sten Olsson debuterade i landslaget när han spelade i Borlänge mot Norge den sjunde november 1965. Under spelåret 1965-1966 spelade han sedan tio landskamper och året därpå nio. Sedan blev uppträdandena i landslaget mer sporadiska under flera år. Till vårsäsongen 1971 hade han bara spelat 21 landskamper. Sen gjorde OS-turneringen sommaren 1972 att han nådde 30. Sista landskampen blev mot Västtyskland i Bremen den 2 februari 1973. Han är Stor grabb. 

## Individuella utmärkelser
- Årets idrottare i Kristianstad 1970